# VR Dm12
Die Baureihe Dm12 der finnischen Staatsbahn VR-Yhtymä ist ein Dieseltriebwagen für Strecken mit geringem Personenverkehr. Im August 2001 wurden 16 Stück mit einer Option auf weitere 20 Fahrzeuge bei der tschechischen Škoda Vagonka bestellt. Der erste Zug wurde im Dezember 2004 angeliefert.

## Ausstattung
Ein Dm12-Triebwagen hat 63 Sitzplätze, wovon 60 normale Sitze und drei Klappsitze sind. Zusätzlich gibt es 60 Stehplätze, so dass das ein Fahrzeug maximal 123 Fahrgäste aufnehmen kann. Für den Berufsverkehr können bis zu drei Triebwagen gekuppelt werden.
Die Sitze sind in Zweierreihen aufgestellt, sodass über einen Mittelgang der ganze Fahrgastraum begehbar ist. In der Nähe der Türen befinden sich Stellplätze für Kinderwagen und Fahrräder und ein barrierefreies WC. Über den Sitzen sind Ablagen für Koffer und anderes Gepäck vorhanden. Plätze für Reisende mit Tieren gibt es im Abteil am Ende des Wagens. Für Rollstuhlfahrer ist zusätzlich zu Stellplätzen in der Nähe der Türen ein Lift vorhanden, da viele Bahnsteige nicht barrierefrei zugänglich sind. In jeder Dm12-Einheit gibt es mehrere Entwerter für Fahrscheine.
Die Triebwagen sind mit kostenlosem WLAN ausgestattet.

## Einsatzgebiete
Die Baureihe Dm12 ist für Strecken mit geringem Personenverkehr konstruiert. So können Verbindungen, die mit von Lokomotiven bespannten Zügen nicht kostendeckend sind, wirtschaftlich betrieben werden. Sie sind gegenüber den früher eingesetzten Zügen leiser, emissionsärmer und günstiger im Treibstoffverbrauch.
Am 17. Mai 2005 wurde der Verkehr mit den ersten Fahrzeugen auf der Strecke zwischen den finnischen Städten Pieksämäki und Joensuu aufgenommen. Im November des gleichen Jahres folgte die Verbindung von Joensuu nach Nurmes, im Dezember 2005 begann die Nutzung von Dm12-Zügen auf der Strecke zwischen Ylivieska und Iisalmi. Ab Februar des folgenden Jahres wurde der Verkehr zwischen Savonlinna und Parikkala mit Dm12-Fahrzeugen abgewickelt. Im März 2006 folgten Tampere–Haapamäki und Karjaa/Karis–Hanko.
Zwischen Jyväskylä und Seinäjoki pendelten von September 2006 bis zum 31. Mai 2007 Dm12-Fahrzeuge. Der Verkehr mit dieser Baureihe wurde aber wieder eingestellt, da das Fassungsvermögen eines Dm12 oft nicht ausreichte. Wegen des höheren Komforts wurde am Wochenende während des Dm12-Einsatzes mit Lokomotiven und Reisezugwagen gefahren.
2022 befahren die Dm12 folgende Strecken:
- Pieksämäki–Joensuu–Nurmes (Pieksämäki–Joensuu seit Mai 2005, bis Nurmes ab Oktober 2005)[4]
- Iisalmi–Ylivieska (seit 7. Dezember 2005)[5]
- Karjaa–Hanko (seit März 2006)
- Savonlinna–Parikkala (seit Februar 2006)
- Tampere–Keuruu (Tampere–Haapamäki seit März 2006, bis Keuruu seit Dezember 2010)
- Jyväskylä–Seinäjoki (September 2006 bis 31. Mai 2007, wieder seit 30. Oktober 2011)

Auf verschiedenen Strecken werden die Triebwagen als Ersatzzüge für IC-Züge eingesetzt. Im Laufe der Einsatzzeit traten zahlreiche Motorbrände auf. Von den 16 Fahrzeugen brannten bis 2021 neun Fahrzeuge, davon zwei Fahrzeuge zweimal. Am 8. Juni 2021 wurden deshalb alle Fahrzeuge kurzfristig für Untersuchungen stillgelegt und ab dem 16. Juni 2021 schrittweise wieder in Betrieb genommen. Die im Fahrzeuginneren angebrachten Fahrkartenautomaten wurden bis Juli 2021 abgebaut.
Am 12. Dezember 2024 standen Dm12 4412 und 4414 abgestellt in der Maschinenwerkstatt Pieksämäki.